# Taenia saginata
Taenia saginata es un platelminto parásito de la clase Cestoda, cuyas formas adultas viven en las primeras porciones del intestino delgado del ser humano, donde alcanzan normalmente de 4 a 12 m de longitud. Produce una enfermedad llamada teniasis, cuya fase intermedia transcurre en el ganado vacuno, en el que produce una infestación generalmente asintomática, localizada en la musculatura del animal.

## Morfofisiología

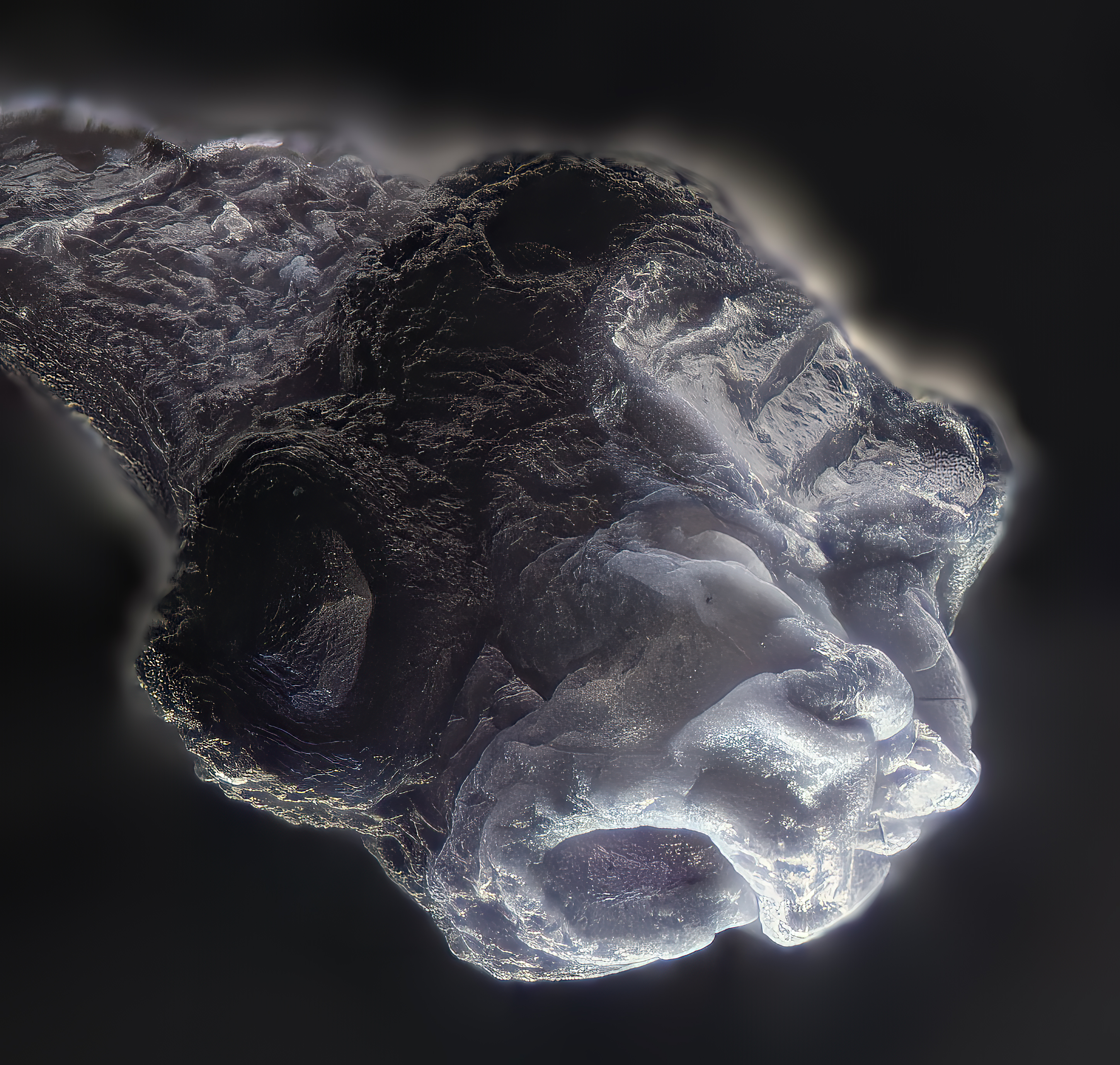
TAENIA SAGINATA ESCOLEX detalles sobre fondo negro.

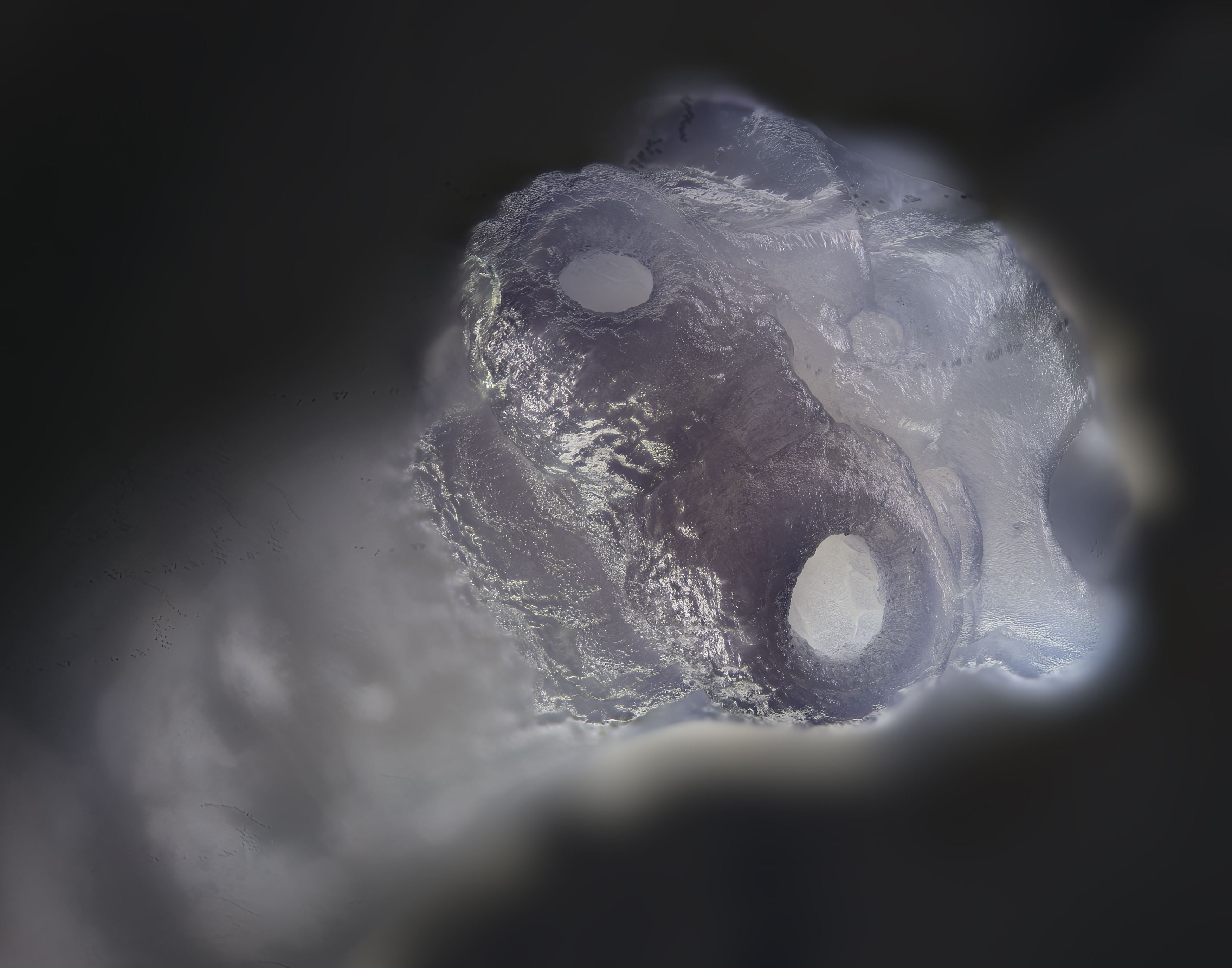
Escólex, cabeza, de Taenia Saginata

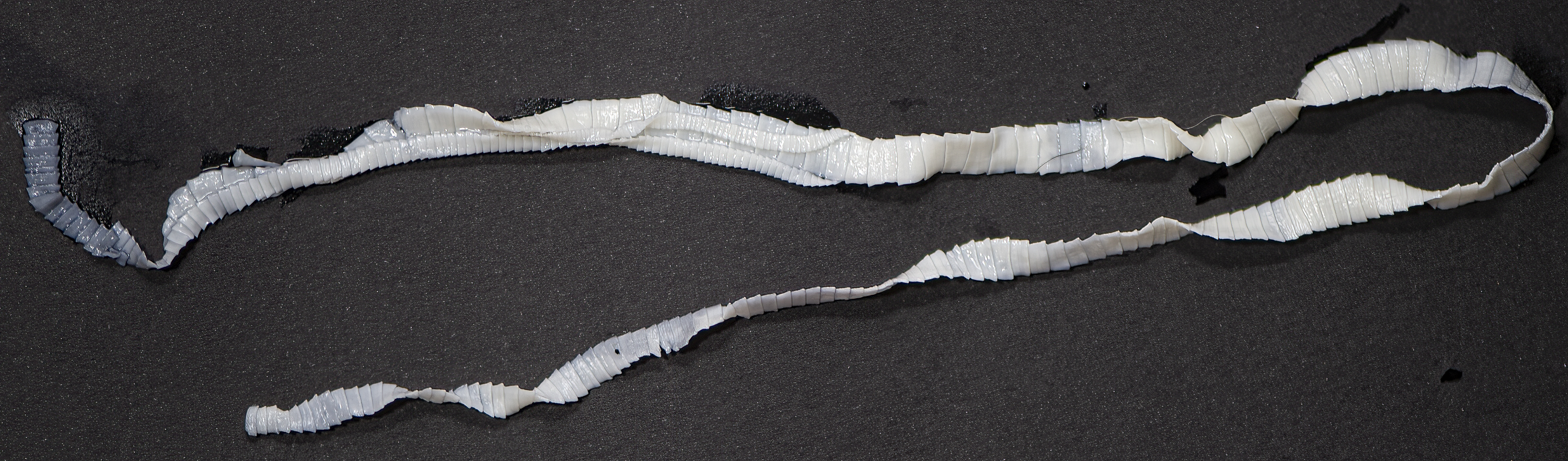
Cuerpo de Taenia Saginata, parte del cuerpo

Como en todos los cestodos, la forma adulta es una lombriz segmentada que nace del escólex o cabeza, fijada en este caso por 4 poderosas ventosas ya que, a diferencia de T. solium, la otra especie que comparte la denominación de solitaria, no posee ganchos en su rostelo, por lo que se la llama inerme. 

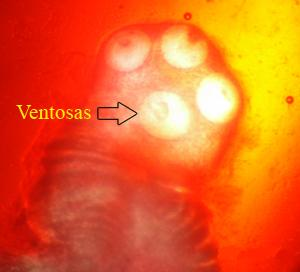
Scolex de Cysticercus bovis (=inermis), nótese la ausencia de ganchos en el rostelo.

Al escólex sigue la porción germinal o cuello, a partir del cual se desarrolla la estróbila o cadena de proglotidos, nombre con el que se designa a cada uno de los segmentos que la forman. A medida que estos proglotidos se alejan del escólex se desarrollan en cada uno de ellos ambos aparatos genitales, el masculino y el femenino, ya que son individuos hermafroditas. Tras la autofecundación el aparato genital masculino se atrofia y se desarrollan los huevos o embrióforos dentro del útero, que ocupa prácticamente todo el interior de los proglotidos, los que, desprendiéndose del estróbilo en pequeñas cadenas, salen al exterior junto con las heces del hospedador o a través de su propia acción motriz, lo que les permite atravesar el esfínter anal, característica que no tiene T. solium, que además es más corta y delgada. De esta manera, los segmentos de la tenia suelen ser vistos en la materia fecal, o aparecer adheridos en la ropa interior.
Las formas intermedias, del tipo cisticerco, conocidas tradicionalmente como Cysticercus bovis, tienen el aspecto de una vesícula de forma ovoide, mide 6-8 mm por 3-5 mm, posee una pared delgada, translúcida que encierra un líquido ligeramente rosado, con trazas de mioglobina. En un punto de la superficie, entre el ecuador y uno de los dos polos, hay un punto opaco que corresponde al escólex invaginado que está desprovisto de rostelo y ganchos, pero tiene cuatro ventosas fuertes de forma elíptica de 800 μm en su eje mayor.

## Ciclo biológico

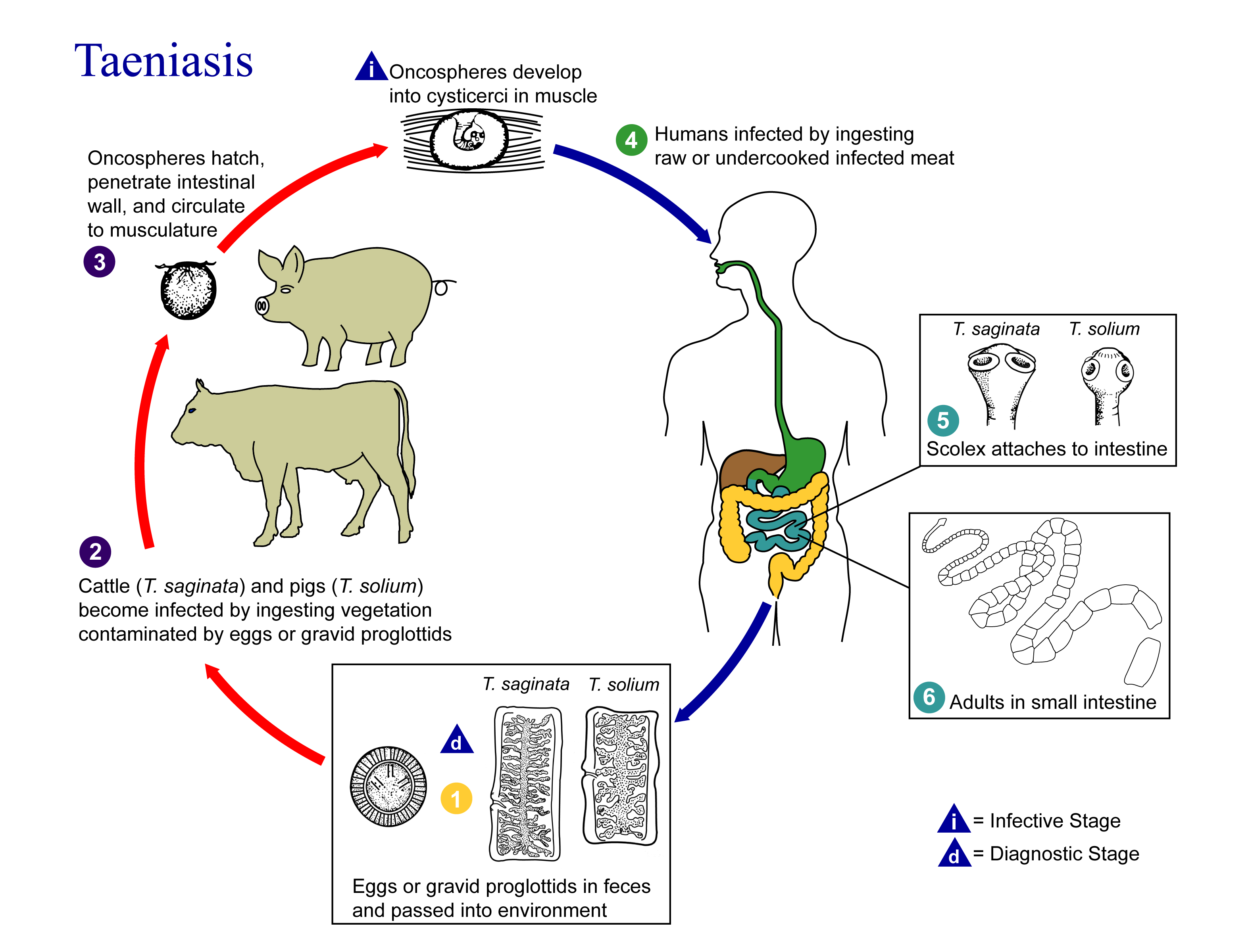
Ciclo biológico de Taenia.

Los huevos, que contienen la oncosfera, tienen características muy parecidas a los de T. solium, de los cuales son prácticamente imposible de diferenciar a microscopio óptico. Se encuentran en los proglótidos que salen con las heces, generalmente en cadenas de 4 a 5 segmentos. Puede ocurrir la ingestión completa de los mismos por cerdos o perros y gatoscoprófagos o tener lugar su destrucción por putrefacción de la envoltura, con la consiguiente liberación de los huevos al medio ambiente, donde contaminan el agua y los alimentos que ingieren los huéspedes intermediarios, en este caso el ganado vacuno. En el tracto digestivo las oncosferas son liberadas por acción digestiva; una vez libres atraviesan la pared del intestino y por vía sanguínea o linfática se dispersan prácticamente por todo por el organismo, en donde se transforman en cisticercos después de tres meses. Invaden en especial el tejido muscular estriado, particularmente los músculos maseteros, corazón, lengua, espalda, diafragma e intercostales. En menor grado ocupan el esófago, la grasa del hígado, pulmones, los ganglios linfáticos y el tejido celular subcutáneo, dando origen a la cisticercosis bovina. A esta forma enquistada se la ha llamado tradicionalmente Cysticercus bovis o inermis. Cuando estos cisticercos viables (metacestodos, o formas larvales o intermedias) son ingeridos por el ser humano con la carne, u otros tejidos, crudos o mal cocidos, el protoescólex que contienen sale de su envoltura, evagina y se fija a la pared intestinal, dando origen al parásito adulto, y después de tres meses se observa la eliminación de proglótidos grávidos o periodo prepatente.
Además del ganado bovino, se señalan como huéspedes intermedios a ovinos, caprinos, llamas y otros rumiantes, aunque su identidad es dudosa.

## Diagnósticobromatológico
El cisticerco puede distribuirse por todo el cuerpo del rumiante. Debido a su localización en los tejidos, el diagnóstico generalmente es hecho post mortem en cortes de músculo, en especial el corazón, la lengua y los músculos maseteros y tríceps braquial. Ciertas pruebas inmunitarias (ELISA) detectan antígenos circulantes con buena especificidad.

## Diagnóstico de laboratorio
Las técnicas de laboratorio frecuentemente utilizadas para este cestodo y para los demás, son las técnicas de CPS cualitativos y cuantitativos, el tamizado de heces, tinción de Ziehl Neelsen, técnica de Graham y extensión directa.